# Dačice (nádraží)
Dačice (německy Datschitz) jsou železniční stanice v severozápadní části města Dačice v okrese Jindřichův Hradec v Jihočeském kraji v těsné blízkosti řeky Moravská Dyje. Leží na jednokolejné neelektrizované trati 227 Kostelec u Jihlavy – Slavonice. Přibližně 100 metrů jižně je umístěno městské autobusové nádraží. Ve městě se dále nachází železniční zastávka Dačice město.

## Historie
Stanice byla zprovozněna 7. září 1902 společností Císařsko-královské státní dráhy (kkStB) prodloužením úseku trati společnosti Místní dráha Kostelec-Telč, vedoucího od 13. srpna 1898 z Kostelce do Telče, dále do Waldkirchenu v Rakousku. Vzhled budovy byl vytvořen dle typizovaného architektonického vzoru nádražních budov společnosti, vzniklo zde též nákladové nádraží.
Provoz na trati zajišťovaly od zahájení Císařsko-královské státní dráhy (kkStB), po roce 1918 Československé státní dráhy (ČSD), místní dráha byla zestátněny roku 1925. Po uzavření hranic s Rakouskem 22. května 1945 byl ukončen i provoz ze Slavonic dále na jih. Od roku 2003 se objevují snahy o obnovení přeshraničního provozu.

## Popis
Po roce 2010 proběhla rekonstrukce kolejiště stanice, vzniklo zde vyvýšené nekryté poloostrovní nástupiště se dvěma hranami, k příchodu na nástupiště slouží přechod přes kolej.